# 石坂浩二の金田一耕助シリーズ
石坂浩二の金田一耕助シリーズ（いしざかこうじの きんだいちこうすけシリーズ）では、俳優・石坂浩二が主演を務める映画版「金田一耕助シリーズ」を解説する。監督は全作品を通して市川崑。

## 概要
1968年、「週刊少年マガジン」で横溝正史の推理小説『八つ墓村』が漫画化され、若い読者の間でヒットした。このことに注目した角川書店編集局長（当時）の角川春樹は、1971年に角川文庫版『八つ墓村』を刊行、出版直後に10万部のベストセラーとなったのを契機に、横溝作品を次々と文庫化、横溝ブームを巻き起こした。
その一方、野村芳太郎の息子・野村芳樹によると、以前から野村は横溝と個人的に親しくしていた。角川映画の『犬神家の一族』が企画される前、野村は身近な人たちに「作者の承諾を得たので横溝作品を何本か映画化する」と話していた。しかし正式契約の段階で、角川書店側が「自分たちも映画製作に関わりたい」と言ってきた。彼らとの交渉の結果、『犬神家の一族』など他の映画化権は角川と東宝などの手に渡ってしまい、松竹は既に映画化権を持っていた『八つ墓村』だけ制作することとなった。
角川春樹も当初からこの『八つ墓村』の映画化を考えており、『犬神家の一族』制作以前の1975年にすでに松竹との契約を発表している。しかし、『八つ墓村』制作の遅れと松竹経営陣との意見対立などから、角川は独自に横溝作品を映画化することを決意、角川映画第1作として『犬神家の一族』（1976年）を制作した。監督市川崑、主演石坂浩二の同映画は空前の大ヒット（17億円）を記録、「日本映画史上最高のミステリー」と称され、以後4作（第2作『悪魔の手毬唄』以降は東宝の自主制作）の横溝原作の映画が制作された。
この作品は角川映画の大きな前進となり、「金田一シリーズ＝角川映画」という図式が広く認知され、その後も角川映画は大藪春彦、森村誠一、赤川次郎などの小説を映像化し、それらも原作と映画のブームが起こりヒットを記録している。シリーズ自体の評価も高く、第1作と第2作はキネマ旬報ベストテン入りした。物語が連続しない、永劫回帰タイプのシリーズ映画としては『男はつらいよ』を除いては異例である。
石坂は、2006年末に公開された角川映画30周年記念作品『犬神家の一族』の再主演を記念して『金田一です。』というエッセイ集を著し、自分の金田一論を公に示している。この再主演により、同一俳優が同一主人公を演じた期間としては、日本映画では市川右太衛門の『旗本退屈男シリーズ』に次ぐ記録となっている。

## 本シリーズにおける金田一像
『犬神家の一族』が制作される以前にも何作か横溝正史の小説は映像化され、石坂浩二は金田一耕助の演技者としては劇場映画では7人目となるが、和服に袴、お釜帽にボサボサ頭という、原作の記述を忠実に再現した最初となった。ただし、原作と違い、長身の金田一像である。「着物に袴」、「経費にこだわる」といったスタイルは角川春樹がこだわって採り入れたもの。また、原作では愛煙家である金田一が煙草を吸わない設定となり、これは以後の映像化にもおおむね引き継がれている。
特徴であるボサボサ頭に関しては、最初2回ほどカツラを使用していたが、地毛で演じたときはまず銀髪に近いぐらい脱色して再び黒色に染め直し、パーマをかけてはパーマを抜く工程を繰り返し、あの金田一ヘアが出来上がった。ただし石坂によれば「髪の毛が細くなり切れるのが難点」だという。また、頭を掻いて出る雲脂には試行錯誤し、雲脂になりうるものを頭に塗り込んではこれを掻いて雲脂を出すテスト撮影を繰り返し、最終的にはパン粉に砥の粉を混ぜたものが使用された。これを撮影中は毎日頭に塗り込んでいたので、石坂は「頭を洗うことがほとんど出来なかった」と言っている。
興奮すると頭を掻き始めたり、どもったりするという癖も設定として取り入れられている。また、劇中で金田一が持ち歩いているトランクは神戸の骨董品店で購入した石坂の私物である。トランクを持ち歩くという設定は原作には無いが、以後の映像化で踏襲されていることが多い。

## 主な助演者
金田一以外のレギュラー登場人物として、加藤武演じる等々力警部ほかの役名による警察幹部がいる。仕草や口癖がすべて共通する同一キャラクターだが、金田一とは毎回初対面の別人という設定になっており、ラスト近くにはさりげない友情が芽生えながらも次作では「君は誰だね。　探偵？　フン」を繰りかえすことになる。「よし、わかった!」というのを口癖とし、それに続いて、直前に判明した事実のみに基づいて他の事実を無視した推理で犯人や動機などを決めつける発言をするのが定番になっている。このキャラクターは同じく市川が監督を務めた『幸福』と『天河伝説殺人事件』にも引き継がれている。
加藤武演じる警察幹部の印象的な定番演技として、粉薬（胃腸薬）を飲んでは吹き出すシーンがある。この粉薬は「龍角散」に森永乳業の「クリープ」を混ぜたものである。これは龍角散のみだと吹き出したとき粒子が細かくはっきり映らないので、クリープを混ぜたためである。
加藤武のほかにも、坂口良子、草笛光子、大滝秀治、小林昭二、三木のり平、三谷昇、辻萬長といったレギュラー系出演者がいるが、いずれも各作品で金田一と初対面という設定であり、シリーズを通して最初から金田一の知人として登場するのは第2作の磯川警部と最終作の推理作家(横溝正史)のみである。市川は後年のキネマ旬報インタビューで金田一を「神様」として位置づけている。また、石坂はそれより早く同作のキネマ旬報誌特集に「金田一はコロス（ギリシャ悲劇で進行役を司どる合唱隊）なのだ」というエッセイを寄せている。金田一は出自係累不明の孤独な狂言回しに徹しながらも、毎回ほのぼのとしたやりとりが展開される。

## 作品一覧
1. 犬神家の一族（1976年〈昭和51年〉10月16日公開） ※角川映画第1作
2. 悪魔の手毬唄（1977年〈昭和52年〉4月2日公開） ※この作品より東宝の自主制作となる（リメイク版『犬神家の一族』まで）
3. 獄門島（1977年〈昭和52年〉8月27日公開）
4. 女王蜂（1978年〈昭和53年〉2月11日公開）
5. 病院坂の首縊りの家（1979年〈昭和54年〉5月26日公開）
6. 犬神家の一族（2006年〈平成18年〉12月16日公開）